# Armin Sturmberger
Armin(ius) Sturmberger (* 23. August 1891 in Haag; † 15. August 1973 in Linz) war ein österreichischer Architekt.

## Leben und Wirken
Armin Sturmberger wurde am 23. August 1891 als Sohn des Fürsorgebeamten (Advocatus: Solicitator) Karl Sturmberger und dessen Ehefrau Hedwig in Haag geboren und am 5. September 1891 auf den Namen Armin(ius) getauft.
Nach der allgemeinen Schulausbildung besuchte er die Realschule in Steyr, wo er Mitschüler von Adolf Hitler war und nahm als Schüler an Stenographischen Preiswettschreiben teil. Während des Ersten Weltkriegs versah er seinen Kriegsdienst und wurde 1916 als Einjährig-Freiwilliger im Rang eines (Titular-)Zugsführers mit der Bronzenen Tapferkeitsmedaille ausgezeichnet. Anlässlich der 263. Sitzung des Verwaltungsausschusses am 5. April 1921 wurden Ernst Miksch als ordentliches und Armin Sturmberger als außerordentliches Mitglied in die Zentralvereinigung der Architekten Österreichs aufgenommen. Im Jahr 1924 belegte er zusammen mit dem zu dieser Zeit in Salzburg lebenden und aus Tirol stammenden Bildhauer Hans Pontiller den zweiten Platz bei einer Ausschreibung für ein Gmundner Kriegerdenkmal.
Nach der Absolvierung eines Architekturstudium an der TH Wien und dem Mitwirken in Architekturbüros in Steyr war Sturmberger ab 1927 als freischaffender Architekt in Linz tätig. Zumindest zwischen 1927 und 1929 führte er in Linz gemeinsam mit Anton Estermann ein eigenes Architekten- und Ingenieurbüro. Bei der Linzer Ausstellung „Wege zur Wohnung“ im Jahre 1929 war Sturmberger mit einer Zweibettenwohnung mit Kleinkind vertreten und stellte dabei eine Wohnung aus, die den Ansprüchen der Bewohner für rund zehn Jahre genügen und die Beobachtung des Kindes, ohne die häusliche Verrichtungen der Mutter zu verhindern, ermöglichen sollte. 1932 wurde der in der Goethestraße 3 ansässige Sturmberger bei einer Ausschreibung für ein Kriegerdenkmal in Steyr für seinen Entwurf mit dem 600 Schilling dotierten ersten Platz ausgezeichnet. Den mit 400 Schilling dotierten zweiten Platz belegte ein gemeinsamer Entwurf des Architekten Franz Koppelhuber und des Bildhauers Adolf Wagner von der Mühl. Umgesetzt wurde schließlich jedoch der zweite Platz mit dem Kennwort: Heldentor. Sturmberger, der dem Verein der Ingenieure in Oberösterreich angehörte, war Mitglied der Nationalsozialistischen Deutschen Arbeiterpartei (NSDAP) und war als solcher unter anderem zusammen mit dem Architekten Karl Vornehm für die Anordnungen für den Schmuck der Durchfahrtsstrecke Adolf Hitlers in Linz im Frühjahr 1938 verantwortlich.
Von 1940 bis 1963 leitete er die Firma Sturmberger & Maier. Ab Mai 1941 fungierte Sturmberger als Ratsherr der Linzer Ortsgruppe Neustadt und in dieser Funktion als Verbindungsmann zwischen der NSDAP und der Stadtverwaltung. Bei der Ausschreibung zu Ausbauplänen der Altstadt–Hahnengasse in Linz gewann im Jahr 1949 den ersten Platz ein Entwurf der Arbeitsgemeinschaft Armin Sturmberger, Ludwig Maier und August Haas. Ebenfalls 1949 wurde Sturmberger mit der Ausarbeitung einheitlicher Flächenwidmungspläne für den Planungsraum Mondsee betraut.
Von 1924 bis 1945 war er Professor an der Bundesgewerbeschule Linz, wurde jedoch aufgrund seiner Zugehörigkeit zur NSDAP am Ende des Zweiten Weltkrieges entlassen. 1949 wurde er wieder an der Bundesgewerbeschule angestellt und war dort bis zu seiner Emeritierung 1954 tätig.
Sein Werk umfasst hauptsächlich Wohnbauten und öffentliche Gebäude.
Sturmberger starb am 15. August 1973 in Linz, wo er die letzten Jahrzehnte gelebt hatte, und wurde am Friedhof seiner Heimatstadt in Haag beerdigt.

## Planungen & Bauten (Auswahl)
Planungen
- 1929–1931: Mozartstraße / Dinghoferstraße mit Aufstockung Mozartstraße 37

Bauten

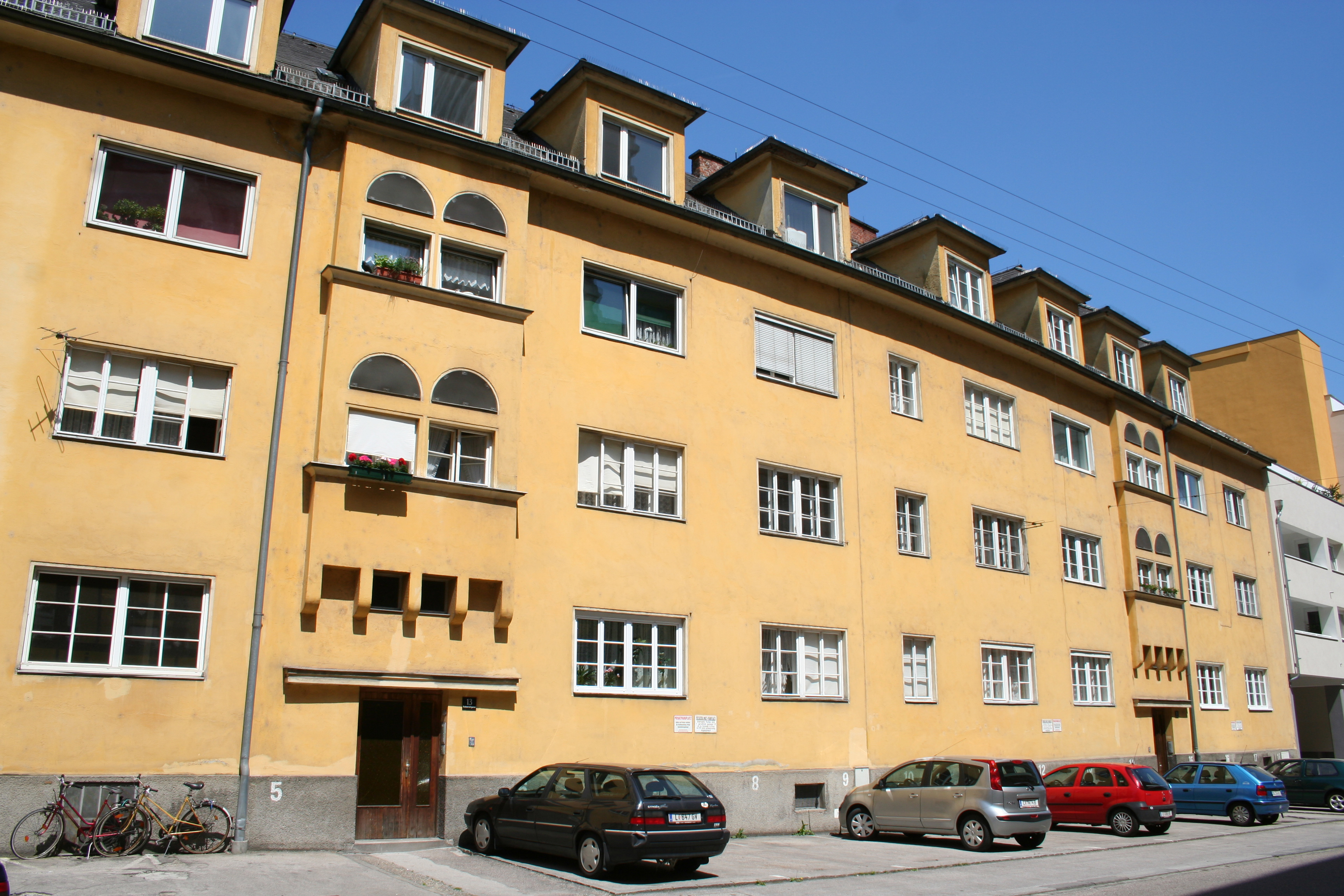
Kommunaler Wohnbau Linz Schmiedegasse 11–15 (1930)

- 1927: Doppelwohnhaus, Linz Parzhofstraße 21 und 23 (mit Anton Estermann)
- 1927/28: Einfamilienhaus der Zwischenkriegszeit, Linz Breitwiesergutstraße 23 (mit Anton Estermann)
- 1928: Wohnbau Linz Breitwiesergutstraße 29 (mit Anton Estermann)
- 1928: Bosse-Villa (später Ernst-Koref-Villa), Linz Martingasse 1 (mit Anton Estermann)
- 1928: Steiger-Villa, Linz Denkstraße 12 (mit Anton Estermann)
- 1927/28: Wohnbau, Linz Weißenwolffstraße 25 (mit Anton Estermann)
- 1930: Kommunaler Wohnbau Linz Schmiedegasse 11–15
- 1930: Wohnbau Linz Hagenstraße 2
- 1931: Wohnbau Linz Harrachstraße 33 (mit Anton Estermann)
- 1931: Erweiterung der Wohnhausanlage „Wimhölzel-Hinterland“ (mit Hans Arndt und Paul Theer)
- ~1933: Wohnbau Linz, Grillparzerstraße[24]
- 1935: Wohnbau Linz Lessingstraße 12
- 1937: Wohnbau Linz Gerstnerstraße 4
- 1937–1940: Wohnbau Linz Kantstraße 2–16[25]
- 1938: Wohnbau Linz Bürgerstraße 51–53
- 1939: Atelieraufbau des Hauses Linz Hagenstraße 19 für Anton Lutz
- 1939/40: Monumentaler Wohn- und Geschäftsbau Hauptstraße 7–11, Linz-Urfahr[26]
- 1940: Hitlerbauten am Linzer Froschberg (gemeinsam mit Herbert Rimpl)
- 1940–1943: Umbau und Aufstockung HTL 1 Linz Goethestraße (Goetheschule)
- 1941: Wohnbau Linz Liebigstraße 2 (mit Ludwig Maier)
- 1945: Wiederherstellung der Suttner-Villa, Linz Auf der Gugl 2
- 1946–1949: Neubau Kleinmünchner Spinnerei (Linz Textil AG) (mit Ludwig Maier)
- 1957: Neubau Linz Pfarrgasse 1 / Hauptplatz 31 (mit Ludwig Maier) in Anlehnung an die alte Erscheinung
- Einige Zu- und Umbauten in Haag:
  - zweistöckige Villa nach Planentwurf von Armin Sturmberger an der Linzer Straße[27]